# Southmayd
Southmayd és una població dels Estats Units a l'estat de Texas. Segons el cens del 2000 tenia 992 habitants.

## Demografia
Segons el cens del 2000, Southmayd tenia 992 habitants, 343 habitatges, i 281 famílies. La densitat de població era de 166,5 habitants per km².
Dels 343 habitatges en un 41,4% hi vivien nens de menys de 18 anys, en un 62,1% hi vivien parelles casades, en un 15,2% dones solteres, i en un 17,8% no eren unitats familiars. En el 14,3% dels habitatges hi vivien persones soles el 5% de les quals corresponia a persones de 65 anys o més que vivien soles. El nombre mitjà de persones vivint en cada habitatge era de 2,89 i el nombre mitjà de persones que vivien en cada família era de 3,14.
Per edats la població es repartia de la següent manera: un 30,2% tenia menys de 18 anys, un 9% entre 18 i 24, un 32,2% entre 25 i 44, un 22,5% de 45 a 60 i un 6,1% 65 anys o més.
L'edat mediana era de 32 anys. Per cada 100 dones de 18 o més anys hi havia 92,8 homes.
La renda mediana per habitatge era de 44.565 $ i la renda mediana per família de 44.750 $. Els homes tenien una renda mediana de 31.800 $ mentre que les dones 21.083 $. La renda per capita de la població era de 16.097 $. Aproximadament el 7,3% de les famílies i el 7,7% de la població estaven per davall del llindar de pobresa.

## Poblacions més properes
El següent diagrama mostra les poblacions més properes.